# 시간 (1995년 영화)
《시간》(밤바라어: Waati)은 프랑스, 말리, 부르키나파소에서 제작한 술레만 시세 감독의 1995년 드라마 영화이다. 시디 야야 시세, 발라 무사 케이타 등이 출연하였다. 1995년 칸 영화제에 진입하였다.

## 출연

### 주연
- 시디 야야 시세
- 발라 무사 케이타

### 조연
- 부시 쿠네네
- 마틴 러메이트러
- 메리 트왈라